# ساختمان بیمه عمر منهتن
ساختمان بیمه عمر منهتن یک آسمان‌خراش واقع در ایالت نیویورک، ایالات متحده آمریکا می‌باشد. ساخت و ساز این ساختمان ۱۸۹۳ شروع شد و ۱۸۹۴ به پایان رسید. تعداد طبقاتش ۱۸ است.